# BankTrack
BankTrack ist eine internationale Kontroll-, Kampagnen- und NGO-Unterstützungsorganisation, die sich auf Privatbanken und die von ihnen finanzierten Aktivitäten konzentriert.
Der Verein ist ein wesentlicher Teil der globalen Gemeinschaft von NGOs, die sich auf den gesamten Finanzsektor konzentrieren (multilaterale und nationale Entwicklungsbanken, Exportkreditagenturen, private und institutionelle Investoren usw.)
Der Verein nutzt Kampagnen, Lobbyarbeit und Recherchen, um ihre Ziele zu erreichen. Dabei konzentriert sich BankTrack in erster Linie auf die Arbeit von Privatbanken und deren Beteiligung an Projekten, die ein Risiko für die Umwelt, die Gesellschaft oder für die Menschenrechte darstellen.
Der Verein veröffentlicht Berichte mit Schwerpunkt auf Nachhaltigkeit im Bankensektor, die von vielen Organisationen, Banken und Analysten verwendet werden.

## Ziele
- Verfolgung der Beteiligung der Banken an der Finanzierung der Geschäftstätigkeit mit negativen Auswirkungen auf Menschen oder unsere Erde, um Informationen über diese Finanzierung allgemein öffentlich zugänglich zu machen;
- Durchführung von Kampagnen in Zusammenarbeit mit Partnern, um die Banken davon abzubringen, bestimmte Projekte zu finanzieren und  Nachhaltigkeitsverpflichtungen abzugeben;
- Vernetzung von Aktivisten aus aller Welt, um die gemeinsamen Anstrengungen zu Veränderungen im Bankensektor zu optimieren.
- Unterstützung von NGOs und gemeinnützigen Organisationen, die sich auf Banken konzentrieren, indem sie ihnen verschiedene Hilfsmittel zur Verfügung stellen.[2]

## Geschichte
Die seit 2015 als eigenständige Organisation bestehende BankTrack ging aus dem gleichnamigen, aus 40 Organisationen bestehenden Netzwerk, darunter Greenpeace,
Rainforest Action Network und verschiedene nationale Zweige von Friends of the Earth hervor.
Dieses Netzwerk wurde formal 2004 gegründet und baute auf Initiativen auf, die zur Veröffentlichung der „Erklärung von Collevecchio“ führten.
Diese Erklärung war die erste Erklärung der Zivilgesellschaft über die Rolle des Finanzsektors und der Nachhaltigkeit und wurde von über 100 Organisationen aus aller Welt (hiervon aus Deutschland: BUND, Urgewald und Euronatur) unterzeichnet.

## Äquatorprinzipien
Der Verein hat die Entwicklung der Äquator-Prinzipien, einer freiwilligen Reihe von Standards für die Ermittlung, Bewertung und Verwaltung von sozialen und Umweltrisiken in der Projektfinanzierung, seit ihrer Gründung genau beobachtet.

## Finanzierung
Der Verein operiert streng unabhängig vom Finanzsektor und nimmt keine Unterstützung, in welcher Form auch immer, von Finanzinstituten an. BankTrack finanziert sich zum Großteil durch Zuschüsse von Stiftungen und durch Spenden.

## Publikationen
Veröffentlichungen sind in englischer Sprache auf der Website des Vereins verfügbar. Dossiers zu den untersuchten Projekten und Verfahren (z. B. Dakota Access Pipeline oder Mountaintop Removal Mining) sind dort unter der Kategorie „Dodgy Deals“ (deutsch: zwielichtige Geschäfte) veröffentlicht.